# Guanzhong

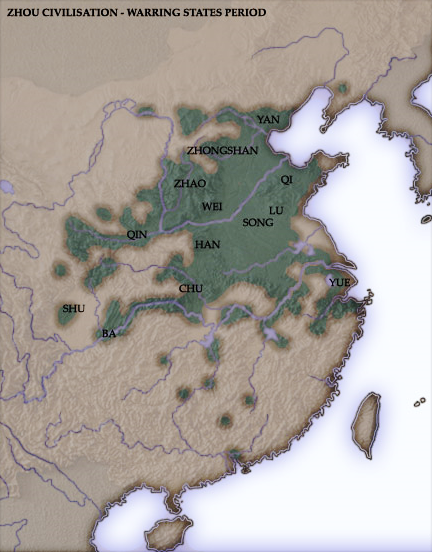
Xina durant el període dels estats combatents. Guanzhong ('Qin') és la cantonada sud-est del rectangle format pel rius Wei i Groc.

|  | Aquest article és sobre una regió geogràfica. Pel canceller de Qi, vegeu Guan Zhong. |

Guanzhong (xinès tradicional: 關中, xinès simplificat: 关中, pinyin: guānzhōng, literalment 'pas, centre'), o Plana Guanzhong, és una regió històrica de la Xina corresponent a la vall inferior del riu Wei. Es diu Guanzhong o "dins dels passos" per distingir-la de Guandong o "a l'est del pas", és a dir, la Plana del Nord de la Xina. La Plana del Nord de la Xina està vorejada a l'oest per les muntanyes. El riu Groc passa a través de les muntanyes pel Pas de Hangu, que separa Guanzhong de Guandong.